# Русановка (Омская область)
Русановка — деревня в Нововаршавском районе Омской области России. Административный центр Русановского сельского поселения.

## История
Основана в 1913 году. В 1928 году посёлок Русановский состоял из 28 хозяйств, основное население — украинцы. В административном отношении находился в составе Славянского сельсовета Уральского района Омского округа Сибирского края.

## Население
| 1926 | 2010 |
| ---- | ---- |
| 158  | ↗923 |

## Улицы
| - ул. Кольцевая, - ул. Молодёжная, - ул. Рассохина, - ул. Спортивная, | - ул. Центральная, - ул. Школьная, - ул. Южная. |